# Лесовая Слободка (Полтавская область)
Лесовая Слободка (укр. Лісова Слобідка) — село,
Постав-Муковский сельский совет,
Чернухинский район,
Полтавская область,
Украина.
Код КОАТУУ — 5325183803. Население по переписи 2001 года составляло 98 человек.

## Географическое положение
Село Лесовая Слободка находится на левом берегу реки Удай,
выше по течению на расстоянии в 2 км расположено село Постав-Мука,
ниже по течению на расстоянии в 3,5 км расположено село Городище,
на противоположном берегу — село Лушники (Лубенский район).
К селу примыкает небольшой лесной массив.
Река в этом месте извилистая, образует лиманы, старицы и заболоченные озёра.